# Kanton Noailles
Kanton Noailles (fr. Canton de Noailles) byl francouzský kanton v departementu Oise v regionu Pikardie. Skládal se z 21 obcí. Zrušen byl po reformě kantonů 2014.

## Obce kantonu
- Abbecourt
- Berthecourt
- Cauvigny
- Le Coudray-sur-Thelle
- Le Déluge
- Hermes
- Hodenc-l'Évêque
- Laboissière-en-Thelle
- Lachapelle-Saint-Pierre
- Montreuil-sur-Thérain
- Mortefontaine-en-Thelle
- Mouchy-le-Châtel
- La Neuville-d'Aumont
- Noailles
- Novillers
- Ponchon
- Sainte-Geneviève
- Saint-Sulpice
- Silly-Tillard
- Villers-Saint-Sépulcre
- Warluis